# Jelena

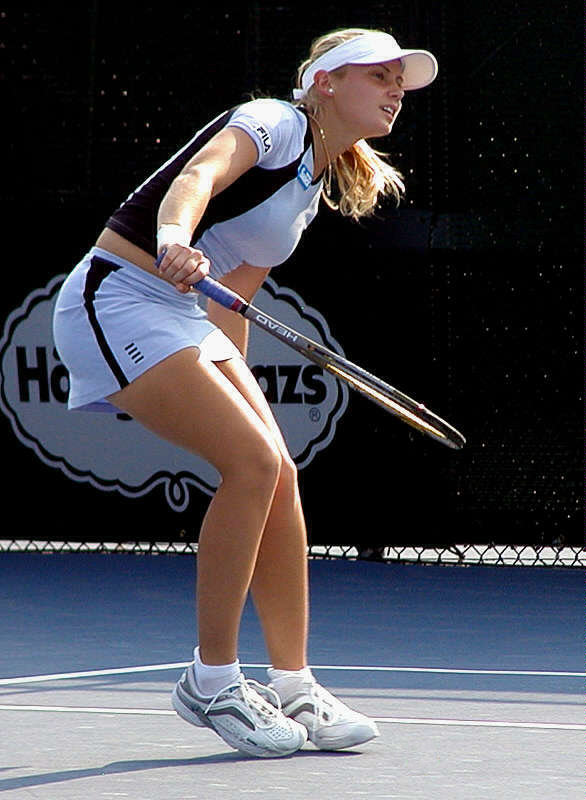
Jelena Dokić

Jelena (ryska: Елена, Elena) är en slavisk variant av namnet Helena.

## Kända personer med namnet Jelena
- Jelena Dokić, tennisspelare
- Jelena Knezevic, skådespelare
- Jelena Carica , rysk kejsarinna
- Jelena Välbe, rysk skidåkare
- Jelena Isinbayeva, rysk världsrekorhållare i stavhopp
- Jelena Karleuša, serbisk popsångerska